# Gavilea longibracteata
Gavilea longibracteata är en orkidéart som först beskrevs av John Lindley, och fick sitt nu gällande namn av Benkt U. Sparre och Luisa Eugenia Navas Bustamante. Gavilea longibracteata ingår i släktet Gavilea och familjen orkidéer. Inga underarter finns listade i Catalogue of Life.